# Desastre del Marchioness
El desastre del Marchioness fue una colisión entre dos barcos en el río Támesis en Londres en la madrugada del 20 de agosto de 1989, que se saldó con la muerte de 51 personas. El barco de recreo Marchioness (en español "Marquesa") se hundió tras colisionar dos veces contra la draga Bowbelle (en español "Arcoiris") de 79,9 metros y 1.880 toneladas, alrededor de la 1:46 am, entre el puente ferroviario de Cannon Street y el puente de Southwark.

## Hundimiento
El Marchioness había sido contratado para una fiesta de cumpleaños y tenía a bordo a unas 130 personas, cuatro de las cuales eran tripulantes y personal del bar. Ambos barcos se dirigían río abajo, contra la corriente, y el Bowbelle navegaba más rápido que el barco más pequeño. Aunque se desconocen las trayectorias exactas que siguieron los barcos y la serie precisa de eventos y sus ubicaciones, la investigación posterior consideró probable que el Bowbelle chocara con el Marchioness por la parte trasera, lo que provocó que este último virara hacia babor, donde fue golpeado nuevamente y luego empujado, volcando y siendo empujado bajo la proa del Bowbelle. El Marchioness tardó treinta segundos en hundirse; se encontraron 24 cuerpos dentro del barco cuando fue sacado a flote.
Una investigación de la División de Investigación de Accidentes Marítimos inglesa (MAIB) atribuyó la culpa a la falta de vigías, pero su informe fue criticado por las familias de las víctimas, ya que la MAIB no había entrevistado a nadie del Marchioness o Bowbelle, sino que se basó en entrevistas con la policía. El gobierno se negó a realizar una investigación, a pesar de la presión de las familias. Douglas Henderson, el capitán del Bowbelle, fue acusado de no tener un vigía efectivo en el barco, pero dos casos en su contra terminaron con un jurado indeciso. Una acusación privada por homicidio involuntario contra cuatro directores de South Coast Shipping Company, los propietarios de Bowbelle, y homicidio corporativo contra la empresa fue desestimada por falta de pruebas.
Una investigación formal realizada en 2000 concluyó que "la causa básica de la colisión está clara. Fue una mala vigilancia por parte de ambos buques. Ninguno de ellos vio al otro a tiempo de tomar medidas para evitar la colisión". Las críticas también se dirigieron a los propietarios de ambos barcos, así como al Departamento de Transporte del Reino Unido y a la Autoridad Portuaria de Londres. La colisión y los informes posteriores dieron lugar a un aumento de las medidas de seguridad en el Támesis y se instalaron cuatro nuevas estaciones de botes salvavidas en el río.
El 24 de agosto, el Marchioness fue sacado de su amarre cerca del puente Southwark y remolcado río abajo hasta Greenwich, donde fue desguazado.